# The Animatrix
The Animatrix er en række animerede kortfilm, udgivet på dvd i 2003, om forskellige begivenheder, der udspiller sig i Matrix-verdenen. Bl.a. berettes om, hvordan den oprindelige krig mod maskinerne startede, og hvordan oprørsbevægelsen opdager at maskinerne er begyndt at grave sig ned til Zion – den sidste frie bastion menneskeheden har, dybt nede i jorden.
Filmene blev til efter en ide af Søstrene Wachowski, der også skrev manuskript til fire af filmene. Instruktionen blev overladt til en række japanske animationsinstruktører.

## Indhold
- Final Flight of the Osiris
- The Second Renaissance 1 & 2
- Kid's Story
- Program
- World Record
- Beyond
- A Detective Story
- Matriculated